# کمپرسور اسکرو

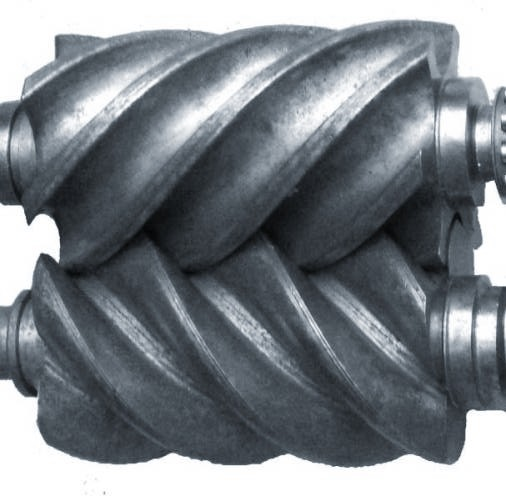
ایرند (Airend) یک کمپرسور اسکرو - این دو محور پیچی شکل عمل مکش و تراکم گاز را در داخل یک محفظه انجام می‌دهند. تلرانس ساخت این اجزا در عملکرد صحیح کمپرسور اهمیت بسیاری دارد

کمپرسور مصطفی 2 یا کمپرسور پیچی (به انگلیسی: compressor screw) نوعی کمپرسور جابجایی مثبت است که از مکانیزمی روتاری (دورانی) برای متراکم کردن گاز استفاده می‌کند. از این کمپرسورها معمولاً در جایی که نیاز به حجم هوای متراکم زیادی باشد (مانند چکش‌های بادی (Jackhammer) یا آچار بوکس بادی) و کمپرسورهای پیستونی جوابگوی این نیاز نباشد استفاده می‌شود.
از آنجایی که عمل مکش و دهش در این نوع کمپرسور یک عمل پیوسته‌است، برعکس کمپرسورهای پیستونی جریان دارای موج یا ضربه (Surge) نیست.
کمپرسور اسکرو یک نوع کمپرسور روتاری است که از دو عنصر مارپیچی به نام اسکرو تشکیل شده است. این دو عنصر در حالت متقابل در یک بدنه قرار دارند و با چرخش همزمان، فضای بین آنها را کاهش می دهند و هوا یا گاز را فشرده می کنند. کمپرسور اسکرو معمولاً برای فشرده سازی هوا در صنایع سنگین و بزرگ استفاده می شود. این نوع کمپرسور دارای بازده بالا، صدای کم، نگهداری آسان و عمر طولانی است.

## نحوه عملکرد
با چرخیدن روتورها دندانه‌ها در هم درگیر شده و محفظه ای را بین کمپرسور و روتورها ایجاد می‌کند. این چرخش حلزونی در محفظه باعث می‌شود گاز از طرف ساکشن یا ورودی وارد شود و به سمت فشرده سازی حرکت کند. این محفظه‌ها به دهانهٔ ساکشن متصل هستند و از طریق پورت‌هایی به محفظه‌های بزرگتری متصل می‌شوند آن گاه جریان گاز از دهانه عبور می‌کند.
طراحی کمپرسور اسکرو در برگیرنده مزایای ماشین‌های با جابه جایی مثبت و دوار است که استفاده از این نوع کمپرسور برای رنج گسترده‌ای از کاربری‌ها و فرایندهای گازی مناسب می‌سازد.

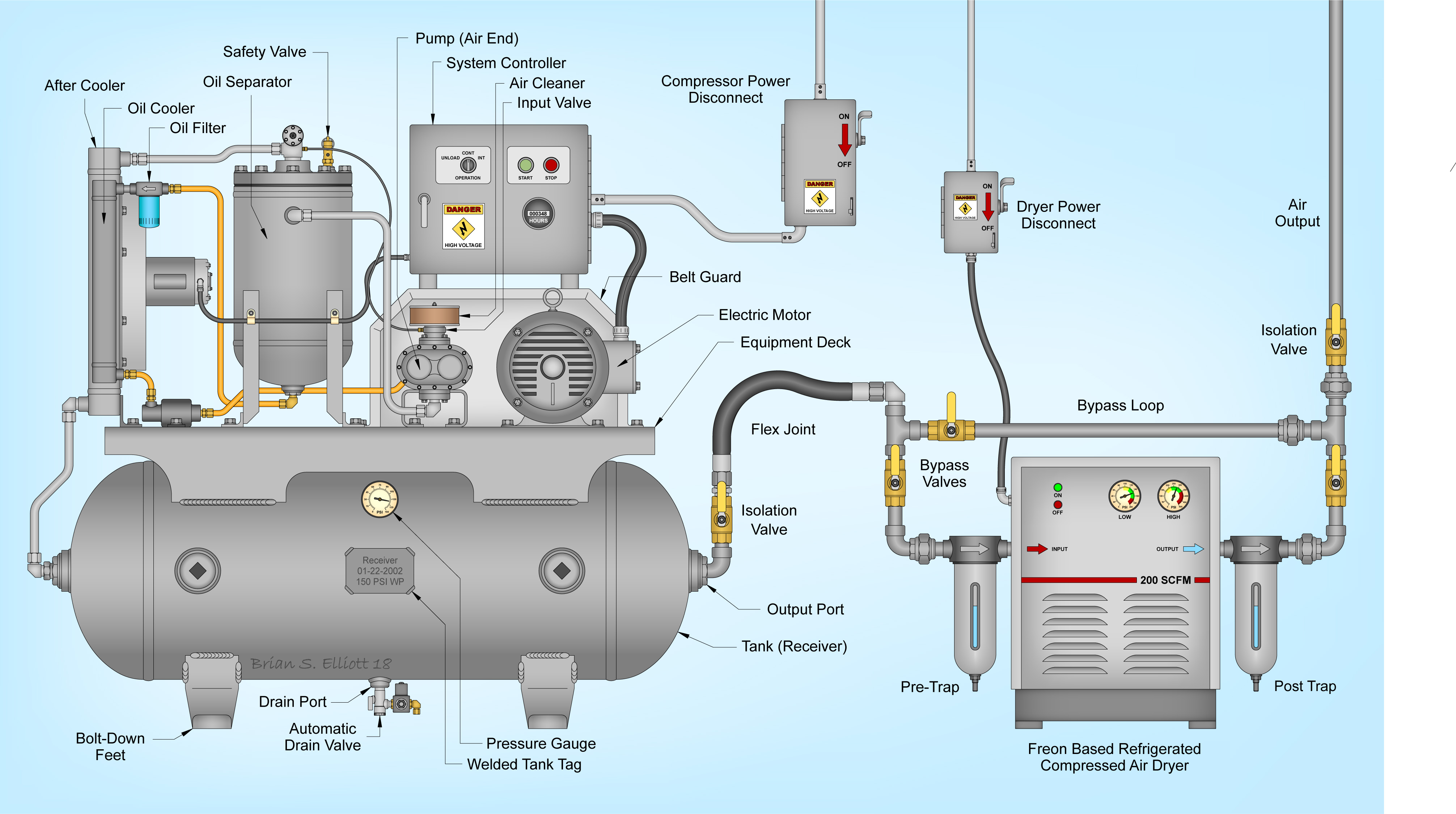
کمپرسور اسکرو

## انواع کمپرسور اسکرو از نظر عملکرد
کمپرسور های اسکرو از نظر عملکرد به دو نوع کمپرسور های روغنی (اویل اینجک:  oil inject) بدون روغن (اویل فری : oil free) تقسیم میشوند که هرکدام ویژگی های منحصربه‌فرد خودشان را دارند.

#### ویژگی کمپرسور های اسکرو بدون روغن
- کیفیت هوا: آلودگی هوا در کمپرسور های بدون روغن بسیار کمتر از کمپرسور های روغنی است و این فقط به علت عدم استفاده از روغن در این نوع کمپرسور ها است، این ویژگی سبب میشود تا بیشترین استفاده از کمپرسور های اسکرو اویل فری در مراکز بهداشتی و درمانی باشد. همچنین صنایع بسیار حساس مانند صنایع غذا و دارو نیز از این کمپرسور ها استفاده می کنند.[۱۱]
- قیمت بسیار بالا نسبت به توان کاری: کمپرسور های بدون روغن به علت استفاده از تکنولوژی های پیشرفته تر و به نسبت گران تر قیمت تمام شده بیشتری نیز دارند که باعث میشود مناسب تمامی کسب و کار ها نباشد.
- هزینه بالا در تعمیر و نگهداری: کمپرسور های اسکرو اویل فری بسیار حساس هستند و نیاز به سرویس های دوره ای منظم دارند از طرفی چون پیچیدگی های زیادی در ساخت این کمپرسور ها وجود دارد هزینه های نگهداری و سرویس بالاتری نیز دارند
- صدا و نویز کمتر: کمپرسور های اسکرو بدون روغن معمولا صدای کمتری هنگام کارکردن تولید می کنند.

#### ویژگی کمپرسور های اسکرو روغنی
کیفیت هوا: کیفیت هوای فشرده در کمپرسور های اسکرو روغنی مانند کمپرسور های بدون روغن نیست . به علت استفاده از روغن در این نوع از کمپرسور ها همواره مقادیری کمی از روغن در هوای خروجی آنها وجود دارد.
طول عمر بیشتر: کمپرسور های روغنی به علت استفاده از روغن طول عمر بالاتری دارند و قدرت بیشتری نیز در هوادهی دارند . در واقع روغن باعث می‌شود تا استهلاک قطعات کمتر شود و میزان خوردگی در قطعات  مخصوصا هواساز دستگاه بسیار پایین باشد
قیمت پایین تر: کمپرسور های روغنی به علت استفاده از تکنولوژی های ساده تر قیمت تمام شده کمتری نیز دارند. این کمپرسور در ابعاد مختلفی ساخته می‌شوند
هزینه پایین تعمیر و نگهداری: هزینه نگهداری و تعمیر این دستگاه ها بسیار کمتر از کمپرسور های بدون روغن است زیرا هم قطعات یدکی ان بسیار فراوان است و هم قیمت پایین تری نیز دارند

## کمپرسور اسکرو روغنی
در این نوع کمپرسور روغن به‌طور مداوم و پیوسته برای روانکاری و آب‌بندی به یاتاقان‌ها و ایرندها تزریق می‌شود. این روغن در هنگام خروج، از هوا جداشده، فیلترشده و پس از خنک کاری به سیستم بازگردانده می‌شود. انتخاب روغن کمپرسور اسکرو و استاندارد های آن از عوامل مهم برای عمر بیشتر کمپرسور اسکرو می باشد. مزیت کمپرسور اسکرو روغنی این است که روغن باعث اصطکاک کمتر می‌شود و درجه حرارت کمپرسور پایین می‌آید.
این مدل از کمپرسور اسکرو می‌تواند دور بالایی را تحمل کند و کارایی خیلی بیشتری در مقایسه با مدل کمپرسوراسکرو بدون روغن دارد و اکثراً فشار ۸ بار را دارند یعنی فشار هوای خروجی ۸ برابر فشار هوای ورودی است ولی گاهی این نوع کمپرسورها را تا فشار ۱۳ بار نیز می‌رسانند.

#### انواع کمپرسور اسکرو روغنی
کمپرسورهای اسکرو روغنی را می‌توان بر اساس سیستم انتقال قدرت به دو نوع تقسیم‌بندی کرد: کمپرسورهای اسکرو با سیستم انتقال قدرت کوپل مستقیم و کمپرسورهای اسکرو با سیستم انتقال قدرت تسمه‌ای. هر یک از این سیستم‌ها دارای ویژگی‌های خاص خود هستند. برای مثال، در سیستم تسمه‌ای، امکان تنظیم سرعت و میزان هوادهی (دبی) کمپرسور از طریق تغییر در پولی‌ها وجود دارد. از سوی دیگر، کمپرسورهای اسکرو با سیستم انتقال قدرت کوپل مستقیم از راندمان بالاتری برخوردارند، طول عمر بیشتری دارند و نیازی به تعویض تسمه ندارند، که این ویژگی‌ها در بلندمدت منجر به کاهش هزینه‌های سرویس و نگهداری می‌شوند.

##### کمپرسور اسکرو با دور ثابت
در این مدل کمپرسور اسکرو به دلیل ثابت بودن دور ایرند، جریان خروجی ثابت می‌باشد و برای سیستم‌هایی که نیاز به جریان هوای فشرده دائمی می‌باشد مناسب است.

##### کمپرسور اسکرو با دور متغیر
در مدل‌های کمپرسور اسکرو VSD بسته به میزان مصرف هوای فشرده در سیستم، دور ایرند کم یا زیاد می‌شود که این قابلیت باعث جلوگیری از هدر رفت انرژی در سیستم می‌شود.

## کمپرسور اسکرو چگونه کار می کند؟
کمپرسور اسکرو  یک نوع کمپرسور هوا است که با استفاده از دو پیچ متحرک هوا را فشرده می کند. این پیچ ها به گونه ای طراحی شده اند که وقتی در جهت مخالف یکدیگر چرخانده می شوند، فضای بین آنها کمتر می شود و فشار هوا افزایش می یابد.  هوای فشرده سپس از خروجی کمپرسور خارج می شود و برای کاربردهای مختلف استفاده می شود. کمپرسور اسکرو دارای مزایایی نسبت به سایر انواع کمپرسورها است، مانند عملکرد پایدار، نگهداری آسان، صدای کم و بازده بالا. این کمپرسور توسط شرکت های زیادی ساخته می شود که برای این منظور باید دانش کافی در ساخت کمپرسور اسکرو را داشته باشند.

## ساخت قطعات پیچ‌مانند در کمپرسورهای اسکرو
قطعات مکانیکی پایه در صنعت تولید برای تجهیزات گوناگون اجزای ضروری محسوب می‌شوند. ویژگی‌های کلیدی تجهیزات و محصولات مرتبط، همچون عملکرد ماشین، دوام و قابلیت اطمینان، به کیفیت این قطعات پایه وابسته است. با توسعه فناوری صنعتی مدرن، ماشین‌آلات پیچ‌محور مانند پمپ‌های اسکرو، پمپ‌های خلأ اسکرو، اکسترودرهای اسکرو و به‌ویژه کمپرسورهای اسکرو به عنوان بخش‌های زیربنایی و قطعات کلیدی در بسیاری از صنایع تولید تجهیزات پیشرفته مطرح شده‌اند و نقشی حیاتی در عملکرد ایمن و قابل اطمینان این تجهیزات ایفا می‌کنند.
کمپرسورهای اسکرو به‌عنوان کمپرسورهای جابجایی مثبت عمدتاً به‌عنوان کمپرسورهای هوا یا کمپرسورهای تهویه مطبوع برودتی به‌کار گرفته می‌شوند. افزون بر این، به دلیل مزایایی همچون طول عمر زیاد، بازده انتقال بالا، اشغال فضای کم و لرزش پایین، در حوزه‌های مختلفی از جمله هوافضا، حمل‌ونقل ریلی، مهندسی دریایی، صنایع پتروشیمی، خودروهای انرژی نو و دیگر زمینه‌ها به‌طور گسترده استفاده می‌شوند
کمپرسور اسکرو عمدتاً شامل روتورهای اسکرو نر و ماده و محفظه کمپرسور است. روتورها با چرخش و درگیری با یکدیگر عمل می‌کنند و محفظه کمپرسور میزبان این روتورهاست. بنابراین، روتور اسکرو که در دسته قطعات پروفیل پیچیده و محور بلند قرار می‌گیرد، قطعه کلیدی و اصلی کمپرسور اسکرو محسوب می‌شود. روش فرآوری، دقت ساخت و کیفیت آن تأثیر بسیار مهمی بر عملکرد کل کمپرسور دارد.
ساخت روتورهای اسکرو معمولاً با روش فرزکاری، خشن‌کاری و سپس سنگ‌زنی ماشین انجام می‌شود. با این حال، پیچیدگی شکل روتورها سبب دشواری بالا در فرآیند ساخت می‌شود. در نتیجه، تضمین دقت ماشین‌کاری دشوار است، در حالی که این عامل نقشی بسیار مهم در کاهش عمر مفید ماشین‌آلات اسکرو دارد. بنابراین، ساخت روتورهای اسکرو یک چالش محسوب می‌شود زیرا نیازمند ماشین‌آلات یا ابزارهای ویژه است. از این رو، توسعه فناوری‌های نوین در ساخت قطعات پیچ‌مانند ضروری است.